# Верхняя Масра
Ве́рхняя Масра́ (тат. Югары Масра) — деревня в Арском районе Республики Татарстан, в составе Сизинского сельского поселения.

## Этимология
Топоним произошёл от татарского слова «югары» (верхний) и гидронима «Масра».

## География
Деревня находится на правом притоке реки Кисьмесь, в 18 км к северо-востоку от районного центра — города Арска.

## История
Деревня известна с 1678 года.
В XVIII – первой половине XIX века жители относились к сословию государственных крестьян. Основные занятия жителей в этот период – земледелие и скотоводство, были распространены плотничный и шапочный промыслы.
В «Списке населённых мест Российской империи», изданном в 1866 году по сведениям 1859 года, населённый пункт упомянут как казённая деревня Новая Масра 2-го стана Казанского уезда Казанской губернии. Располагалась при безымянном ручье, по правую сторону Сибирского почтового тракта, в 69 верстах от уездного и губернского города Казани и в 15 верстах от становой квартиры в городе Арске. В деревне, в 58 дворах проживали 491 человек (253 мужчины и 238 женщин), была мечеть.
В начале XX века в деревне действовали мечеть, мектеб, 3 мелочные лавки. В этот период земельный надел сельской общины составлял 1006,1 десятины.
До 1920 года деревня входила в Кармышскую волость Казанского уезда Казанской губернии. С 1920 года в составе Арского кантона ТАССР. С 10 августа 1930 года в Арском, с 19 февраля 1944 года в Чурилинском, с 14 мая 1956 года в Арском районах.
В 1939–1956 годах деревня входила в состав колхоза «Урняк Масра». С 1993 года коллективное предприятие «Уныш», с 2002 года «Агрофирма «Тургай», с 2004 года «Агрокомплекс «Ак Барс».

## Население
| 1782 | 1859 | 1897 | 1908 | 1920 | 1926 | 1938 | 1958 | 1970 | 1979 | 1989 | 2002 | 2010 | 2015 |
| ---- | ---- | ---- | ---- | ---- | ---- | ---- | ---- | ---- | ---- | ---- | ---- | ---- | ---- |
| 105  | 491  | 532  | 598  | 667  | 522  | 545  | 358  | 260  | 222  | 153  | 111  | 85   | 71   |

Национальный состав деревни — татары.

## Экономика
Полеводство, мясо-молочное скотоводство.

## Инфраструктура
Начальная школа.